# Đại học Tổng hợp Sankt-Peterburg
Đại học Tổng hợp Sankt-Peterburg là một trường đại học tại Sankt-Peterburg. (SPbSU, tiếng Nga: Санкт-Петербургский государственный университет, СПбГУ) là thuộc sở hữu nhà nước liên bang Nga tổ chức giáo dục cao hơn có trụ sở tại Sankt-Peterburg và một trong các trường đại học lâu đời nhất và lớn nhất ở Nga.
Đại học Tổng hợp Sankt-Peterburg bao gồm 22 khoa chuyên ngành, 13 viện nghiên cứu, Khoa Nghiên cứu quân sự, trường học cổ điển, và Sở Văn hóa Thể dục thể thao. Như năm 2010, trường đại học có một đội ngũ giảng viên 6855 người. Trường có hai cơ sở chính: một trên đảo Vasilievsky và trong Peterhof. Trong thời Liên Xô cũ, nó được gọi là Trường đại học tổng hợp Leningrad (tiếng Nga: Ленинградский государственный университет), năm 1948-1989 được đặt tên theo Zhdanov.
Đại học Tổng hợp Sankt-Peterburg được coi trường đại học đa ngành tốt thứ nhì ở Nga sau khi Đại học tổng hợp Moskva, tuy nhiên, trường tương đối kém ở cả hai bảng xếp hạng quốc gia và quốc tế. Trong khi trường đại học được xếp hạng 251 vào năm 2011 bởi QS World University Rankings, nó đã được đặt 351-400 trong bảng xếp hạng của Times Higher Education World University Rankings và thứ 301-400 trong Bảng xếp hạng học thuật các trường đại học thế giới. Hơn nữa, bảng xếp hạng quốc gia sản xuất bởi RIA Novosti / Higher School of Economics and Forbes luôn đặt Đại học Tổng hợp Sankt-Peterburg bên ngoài top 10 ở Nga.
Tuy nhiên, trường đại học có danh tiếng cho có giáo dục phần lớn của giới tinh hoa chính trị của Nga hiện nay, bao gồm Vladimir Putin và Dimitry Medvedev, cả hai đều học ngành luật tại trường đại học.
Đại học Tổng hợp Sankt-Peterburg được coi là một trong các trường đại học lâu đời nhất của Nga. Có một cuộc tranh luận đang diễn ra cho dù đó là, trên thực tế, trường đại học lâu đời nhất của Nga, như tiêu đề này cũng tuyên bố bởi Đại học Tổng hợp Lomonosov (nay là Đại học Tổng hợp Moskva). Lý do cho sự không chắc chắn này có thể được gán cho hai trường hợp riêng biệt mà trên đó các trường đại học được thành lập, nhân dịp đầu tiên, 1724, trước nền tảng của Đại học quốc gia Moscow năm 1755. Tuy nhiên, lần thứ hai, năm 1819, không. Như vậy trường hợp được mở ra để giải thích và hiện đang không có câu trả lời dứt khoát.